# André da Rocha
André da Rocha, amtlich portugiesisch Município de André da Rocha, ist eine Gemeinde mit etwa 1300 Einwohnern im Bundesstaat Rio Grande do Sul im Süden Brasiliens.

## Lage
Sie liegt etwa 180 km nördlich von Porto Alegre. Benachbart sind die Orte Lagoa Vermelha, Nova Prata, Protásio Alves, Guabiju und andere. Ursprünglich war André da Rocha Teil des Munizips Lagoa Vermelha.
Die westliche Gemeindegrenze bildet der Rio da Prata, rechter Nebenfluss des Rio das Antas.

## Geschichte
André da Rocha wurde am 12. Mai 1988 durch das Gesetz Nr. 8.629 von Lagoa Vermelha abgetrennt und nach dem ersten Richter des Bezirksgerichts (Desembargador) dieser Region Manoel André da Rocha benannt. Dieser beteiligte sich während der Revolution von 1893 aktiv an der Verteidigung der Stadt und sorgte 1904 für die Errichtung eines Bezirks, dem Distrito de André da Rocha. 